# STS-5
STS-5 foi a quinta missão do programa do ônibus espacial da NASA utilizando a nave Columbia, então a única em operação, lançada em 11 de Novembro de 1982, e a primeira com uma tripulação de quatro astronautas.

## Tripulação
| Posição                  | Astronauta      |
| ------------------------ | --------------- |
| Comandante               | Vance Brand     |
| Piloto                   | Robert Overmyer |
| Especialista de missão 1 | Joseph Allen    |
| Especialista de missão 2 | William Lenoir  |

## Parâmetros da missão
- Massa:
  - Decolagem: 112 088 kg
  - Aterrissagem: 91 841 kg
  - Carga: 14 551 kg
- Perigeu: 294 km
- Apogeu: 317 km
- Inclinação: 28.5°
- Período: 90.5 min

## Principais fatos
A STS-5, a primeira missão operacional, também carregava a maior tripulação para sua época, quatro astronautas, e os dois primeiros satélites comerciais de comunicações a serem lançados.
O quinto lançamento do Columbia ocorreu às 7:19 a.m. EST do dia 11 de Novembro de 1982. Foi o segundo lançamento que ocorreu na data planejada.  
Os dois satélites de comunicações foram lançados com sucesso e subsequentemente propelidos até suas órbitas geossíncronas operacionais por foguetes. Ambos eram satélites da séria HS-376 construídos pela empresa Hughes Aircraft. O SBS-3 era propriedade da Satellite Business Systems, e o Anik C3 da Telesat do Canadá. Além da carga de satélites comerciais, o voo carregou um experimento chamado Getaway Special de microgravidade pagos pela Alemanha Ocidental no compartimento de carga. O grupo também conduziu experimentos durante o voo.
Foi a primeira missão de um ônibus espacial onde musicas foram ouvidas dando a tradicional "Hora de acordar", que logo se seguiria por várias missões espaciais. As musicas eram ouvidas através de sinais de satélites, lançados entre 1978 e 1981.
Uma caminhada no espaço planejada pelos dois especialistas da missão teve que ser cancelada, devido a problemas nos trajes espaciais. Esta teria sido a primeira caminhada no espaço no programa de ônibus espaciais, e a primeira desde do final da missão Skylab em 1974.
O Columbia aterrissou na Pista 22, base de Edwards da Força Aérea dos EUA, em 16 de Novembro de 1982, às 6:33 a.m. PST, tendo percorrido 3 397 082 km em 81 órbitas em uma missão que durou 5 dias, 2 horas, 14 minutos e 26 segundos. O Columbia retornou ao Kenedy Space Center em 22 de Novembro.

## Hora de acordar
No que se tornou uma tradição nas missões espaciais, é tocada uma música no começo de cada dia, escolhida especialmente por terem uma ligação com algum tripulante ou mesmo com a situação de momento.
- 2.° Dia: Hole in the Sky, de Ozzy Osbourne, Geezer Butler e Tony Iommi
- 3.° Dia: De Do Do Do, De Da Da Da, de Sting
- 4.° Dia: Get a Move On, de Eddie Money

## Galeria

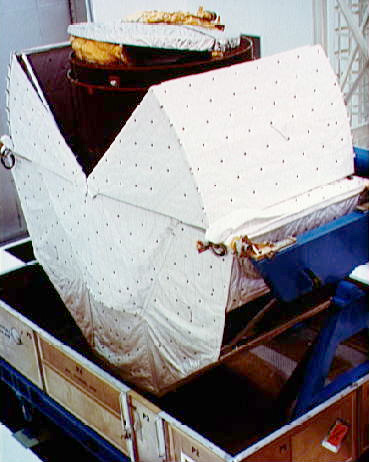
Anik C-3 é colocado em seu compartimento no KSC
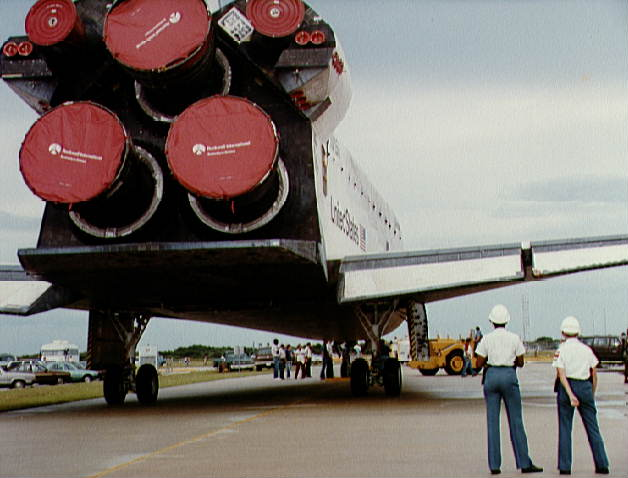
Columbia transferido do OPF para VAB
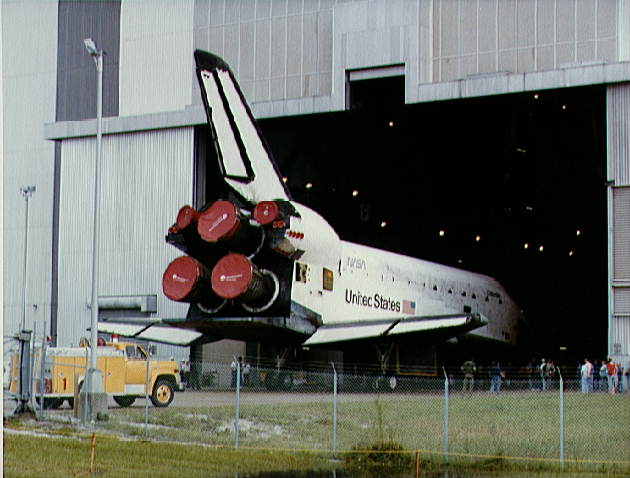
Columbia transferido do OPF para VAB
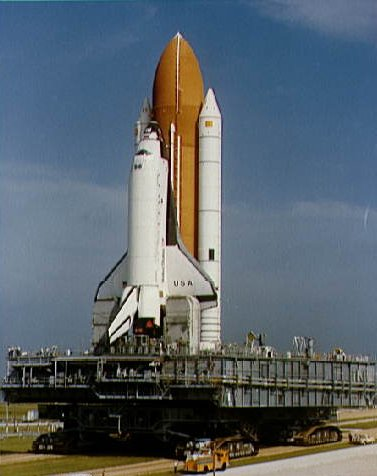
Columbia  sendo levado para plataforma 39-A